# Echium virescens
Echium virescens DC., conocido como tajinaste azul, es una especie de planta arbustiva perenne perteneciente a la familia Boraginaceae originaria de la Macaronesia.

## Descripción

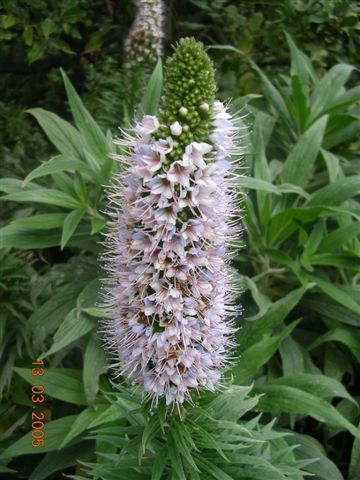
Detalle de las corolas florales.

Planta arbustiva ramificada. Rosetas de varias inflorescencias densas y cilíndricas, cimas laterales bífidas, esto le diferencia de Echium webbii Coincy, de la isla de La Palma que posee cimas laterales sencillas. Este arbusto llega a alcanzar un porte de unos 2 metros. Forma un denso follaje de color verde grisáceo.
Hojas persistentes lanceoladas más espesas en la base y menos a lo largo de la inflorescencia con pelos por ambas caras. Cáliz con sépalos soldados en la base. Corola infundibuliforme algo zigomorfa, lóbulos de la corola asimétricos no comprimida lateralmente. Posee color celeste pálido o rosado. Cinco estambres insertos en el tubo de la corola.
Florece a finales del invierno y principio de primavera.

## Distribución y hábitat
Es endémico de la isla de Tenerife, en las islas Canarias ―España―.
Es propio de las regiones forestales y zonas bajas de las laderas del sur de la isla, generalmente sobre riscos. También Se encuentra en zonas como el macizo de Anaga, Teno Alto, altos de Arafo y en el valle de La Orotava.

## Taxonomía
Echium virescens fue descrita por Augustin Pyrame de Candolle y publicada en Catalogus plantarum horti botanici monspeliensis en 1813.
Etimología
Echium: nombre genérico que deriva del griego echion, derivado de echis que significa víbora, por la forma triangular de las semillas que recuerda vagamente a la cabeza de una víbora.
virescens: epíteto latino que significa 'ponerse verde'.
Sinonimia
- Echium strictum Lam.
- Echium virescens var. angustissimum Bolle ex Christ
- Echium virescens var. candollei Coincy[5]

## Importancia económica y cultural
Planta de uso en jardinería.
Es una de las principales plantas utilizadas por las abejas melíferas en la producción de miel, por la gran riqueza de polen y néctar de sus flores.
Cultivo
Requiere suelo bien drenado aunque sea pobre, seco árido y exposición a pleno sol.

## Nombres comunes
Se conoce en la isla como tajinaste azul, mientras que a nivel divulgativo se le denomina como tajinaste azul de Tenerife para diferenciarlo de otras especies canarias. 